# Sóng gamma

Sóng gamma

Sóng gamma là dao động thần kinh ở người có tần số trong khoảng từ 25 đến 100 Hz, nhưng tần số 40 Hz là tiêu biểu.
Theo một lý thuyết phổ biến, sóng gamma có thể liên quan đến việc tạo ra sự thống nhất của nhận thức có ý thức (vấn đề liên kết "binding problem"). Tuy nhiên, chưa có đồng thuận nào trên lý thuyết; như nhà nghiên cứu CH Vanderwolf đã phát biểu:
Có hay không hoạt động sóng gamma có liên quan đến nhận biết chủ quan là một câu hỏi rất khó mà không thể có câu trả lời chắc chắn vào thời điểm hiện tại.

## Lịch sử
Trước khi có điện não đồ kỹ thuật số (digital), sóng gamma ban đầu không được chú ý vì điện não đồ tương tự (analog) chỉ có thể đo sóng có tần số nhỏ hơn 25 Hz . Một trong những báo cáo đầu tiên về sóng gamma là vào năm 1964 khi điện não đồ được đo bằng cách cấy điện cực (electrode) vào vỏ não của những con khỉ tỉnh táo (awake monkeys).

## Liên quan đến sự thống nhất của ý thức